# Buut vrij
Buut vrij is een Nederlandse korte film uit 2016 die is gemaakt in het kader van de serie Kort! 16.

## Plot
Drie kinderen stuiten bij het spelen van verstoppertje  in een leegstaand fabriekspand op een zich daar schuilhoudend vluchtelingengezin. Na wederzijdse angst ontstaat begrip.